# Silnice II/568
Silnice II/568 je silnice II. třídy, která vede z Droužkovic do Vernéřova. Je dlouhá 24 km. Prochází jedním krajem a jedním okresem.

## Vedení silnice

### Ústecký kraj, okres Chomutov
- Droužkovice (křiž. D7, I/7)
- Březno (křiž. III/22512)
- Střezov (křiž. III/22528)
- Vičice (křiž. III/22514)
- Kopeček (křiž. II/22512)
- Tušimice
- Kadaň (křiž. II/224, III/1981, peáž s II/224)
- Vernéřov (křiž. I/13, II/224)